# Anticlinura peruviana
Anticlinura peruviana é uma espécie de gastrópode do gênero Anticlinura, pertencente a família Mangeliidae.